# Phymatopsallus prosopidis
Phymatopsallus prosopidis är en insektsart som beskrevs av Knight 1968. Phymatopsallus prosopidis ingår i släktet Phymatopsallus och familjen ängsskinnbaggar. Inga underarter finns listade i Catalogue of Life.